# NGC 2976
NGC 2976は、おおぐま座の非棒状渦巻銀河である。M81銀河群の中で、M81から1°20′南西に位置する。内部構造は、銀河円盤に多数の暗い帯や恒星の集まった場所を含む。この銀河は、腕が不明瞭であるため、Sdpに分類されることもある。明るい円盤の内側は、明瞭な端を持つように見える。これらの特徴は、近隣の銀河との重力相互作用に起因するものである。
NGC 2976は、1801年11月8日にウィリアム・ハーシェルが発見し、H I.285として星表に収録した。

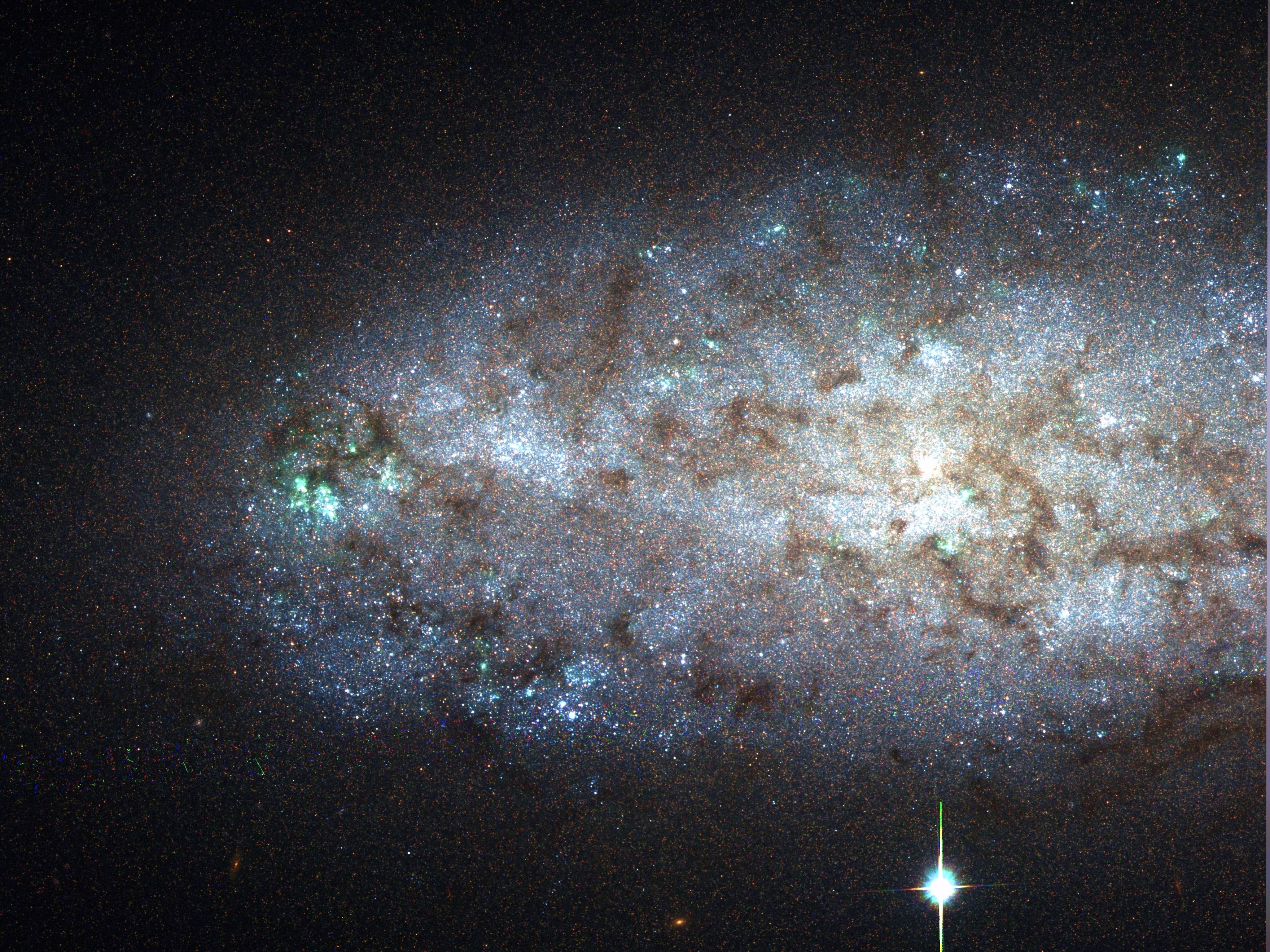
NGC 2976 by ハッブル宇宙望遠鏡によるNGC 2976の画像
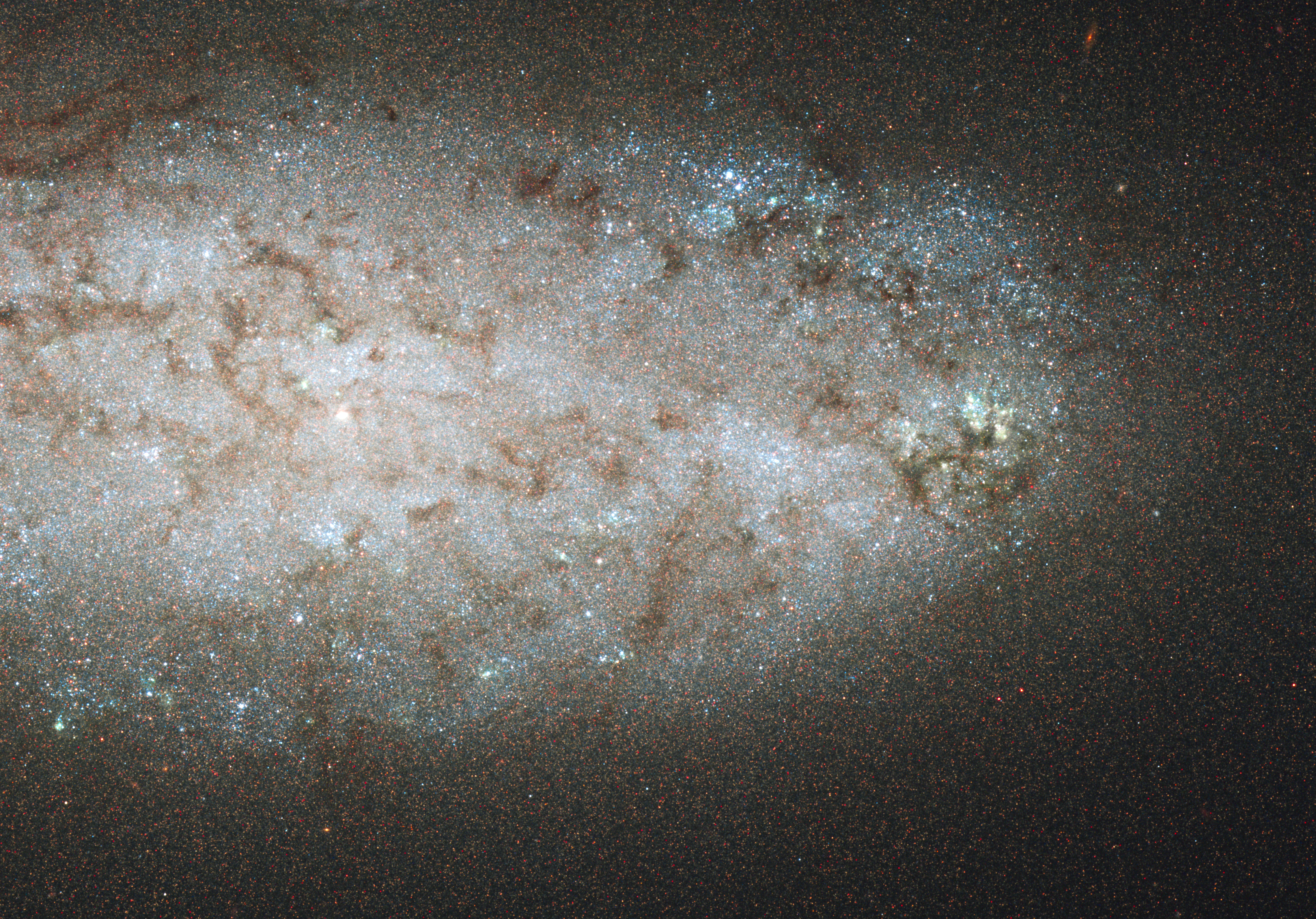
NGC 2976の外側の領域